# Parlamentsvalget i Portugal 1897
Parlamentsvalget i Portugal 1897 blev afholdt i Portugal den 2. maj 1897. Valget blev boykottet af Partido Republicano Português, hvilket resulterede i en sejre for Partido Progressista, der vandt 88 mandater.

## Resultater
| Parti                           | Stemmer | % | Mandater |
| ------------------------------- | ------- | - | -------- |
| Partido Progressista            |         |   | 88       |
| Partido Regenerador             |         |   | 23       |
| Andre partier og uafhængige     |         |   | 3        |
| Ugyldige/blanke stemmer         |         | – | –        |
| Total                           |         |   | 114      |
| Registrerede vælgere/deltagelse | 525,466 |   | –        |
| Kilde: Nohlen & Stöver          |         |   |          |

Resultaterne udelukker de seks pladser vundet på nationalt plan, og dem fra oversøiske territorier.